# Dysthaeta anomala
Dysthaeta anomala är en skalbaggsart som beskrevs av Francis Polkinghorne Pascoe 1859. Dysthaeta anomala ingår i släktet Dysthaeta och familjen långhorningar. Inga underarter finns listade i Catalogue of Life.